# Saloca
Saloca Simon, 1926 è un genere di ragni appartenente alla famiglia Linyphiidae.

## Distribuzione
Le sei specie oggi attribuite a questo genere sono state rinvenute in Europa, Turchia, Nepal e Russia.

## Tassonomia
A giugno 2012, si compone di sei specie:
- Saloca diceros (O. P.-Cambridge, 1871)[3] — Europa
- Saloca elevata Wunderlich, 2011 — Turchia
- Saloca gorapaniensis Wunderlich, 1983 — Nepal
- Saloca khumbuensis Wunderlich, 1983 — Nepal
- Saloca kulczynskii Miller & Kratochvíl, 1939 — Europa centrale e orientale
- Saloca ryvkini Eskov & Marusik, 1994 — Russia

### Sinonimi
- Saloca pusilla (Tullgren, 1955); questo esemplare, a seguito di un lavoro dell'aracnologo Holm del 1977, è stato riconosciuto sinonimo di S. diceros O. P.-Cambridge, 1871[1].

### Specie trasferite
- Saloca strandi (Sytshevskaja, 1935); trasferita al genere Horcotes Crosby & Bishop, 1933[1].

### Nomina dubia
- Saloca flagellifera (Menge, 1869); esemplare reperito in Germania, a seguito di due lavori: uno degli aracnologi Prószyn'ski & Starega del 1971 ed uno dell'aracnologo Wunderlich del 2008, ed è da ritenersi nomen dubium[1].